# Beachhandball-Juniorenozeanienmeisterschaften
Die Junioren-Beachhandball-Ozeanienmeisterschaften wurden erstmals 2017 für Mannschaften beiderlei Geschlechts in der Altersklasse U-17 ausgetragen. Die Wettbewerbe werden von der Oceania Continent Handball Federation, dem Handball-Kontinentalverband für Ozeanien, organisiert. Bei der kontinentalen Meisterschaft werden auch die Teilnehmer für die Beachhandball-Juniorenweltmeisterschaften (die ersten beiden) und damit auch für die Olympischen Jugend-Sommerspiele (das dort besser platzierte Team) ermittelt.

## Mädchen
| 2017 Details | Rarotonga, Cookinseln | U 17 | Amerikanisch-Samoa                                                         | 2:0 (11:4, 7:0)                                                            | Australien                                                                 | Cookinseln                                           |                                                      | Kiribati                                             |
| 2020         | Rarotonga, Cookinseln | U 16 | ursprünglich angesetzt für März 2020, dann auf den 6. Juni 2020 verschoben | ursprünglich angesetzt für März 2020, dann auf den 6. Juni 2020 verschoben | ursprünglich angesetzt für März 2020, dann auf den 6. Juni 2020 verschoben | letztlich Aufgrund der COVID-19-Pandemie ausgefallen | letztlich Aufgrund der COVID-19-Pandemie ausgefallen | letztlich Aufgrund der COVID-19-Pandemie ausgefallen |

### Platzierungen der weiblichen Nationalmannschaften
| Nation             | 2017 |
| ------------------ | ---- |
| Amerikanisch-Samoa | 01   |
| Australien         | 02   |
| Cookinseln         | 03   |
| Kiribati           | 04   |
| Teilnehmerzahl     | 4    |

| Legende | Legende | Legende | Legende                                             |
| ------- | ------- | ------- | --------------------------------------------------- |
| 1       | 2       | 3       | Podest-Platzierungen                                |
| 4       | 4       | 4       | Halbfinalist                                        |
| 5 bis 8 | 5 bis 8 | 5 bis 8 | Viertelfinalisten                                   |
| T       | T       | T       | teilgenommen, aber keine Platzierungsspiele         |
| X       | X       | X       | Mannschaft zunächst gemeldet, aber nicht angetreten |

## Jungen
| 2017 Details | Rarotonga, Cookinseln | U 17 | Australien                                                                 | 2:0 (16:2, 24:4)                                                           | Neuseeland                                                                 | Cookinseln                                           |                                                      | Amerikanisch-Samoa                                   |
| 2020         | Rarotonga, Cookinseln | U 16 | ursprünglich angesetzt für März 2020, dann auf den 6. Juni 2020 verschoben | ursprünglich angesetzt für März 2020, dann auf den 6. Juni 2020 verschoben | ursprünglich angesetzt für März 2020, dann auf den 6. Juni 2020 verschoben | letztlich Aufgrund der COVID-19-Pandemie ausgefallen | letztlich Aufgrund der COVID-19-Pandemie ausgefallen | letztlich Aufgrund der COVID-19-Pandemie ausgefallen |

### Platzierungen der männlichen Nationalmannschaften
| Nation             | 2017 |
| ------------------ | ---- |
| Australien         | 01   |
| Amerikanisch-Samoa | 04   |
| Cookinseln         | 03   |
| Kiribati           | 05   |
| Neuseeland         | 02   |
| Teilnehmerzahl     | 5    |

| Legende | Legende | Legende | Legende                                             |
| ------- | ------- | ------- | --------------------------------------------------- |
| 1       | 2       | 3       | Podest-Platzierungen                                |
| 4       | 4       | 4       | Halbfinalist                                        |
| 5 bis 8 | 5 bis 8 | 5 bis 8 | Viertelfinalisten                                   |
| T       | T       | T       | teilgenommen, aber keine Platzierungsspiele         |
| X       | X       | X       | Mannschaft zunächst gemeldet, aber nicht angetreten |

## Ranglisten
| 01 | Australien         | – | 1 | – | 1 | 1 | – | – | 1 | 1 | 1 | – | 2 |
| 02 | Amerikanisch-Samoa | 1 | – | – | 1 | – | – | – | – | 1 | – | – | 1 |
| 02 | Neuseeland         | – | – | – | – | – | 1 | – | 1 | – | 1 | – | 1 |
| 04 | Cookinseln         | – | – | 1 | 1 | – | – | 1 | 1 | – | – | 2 | 2 |